# Dicranomyia venusta
Dicranomyia venusta är en tvåvingeart som beskrevs av Ernst Evald Bergroth 1888. Dicranomyia venusta ingår i släktet Dicranomyia och familjen småharkrankar. Inga underarter finns listade i Catalogue of Life.